# Championnats d'Europe de biathlon 2012
Navigation
Édition précédente Édition suivante
Les championnats d'Europe de biathlon 2012, dix-neuvième édition des championnats d'Europe de biathlon, ont lieu du 26 janvier au 2 février 2012 à Osrblie, en Slovaquie. Les compétitions sont réservées aux moins de 26 ans et les juniors ont leurs propres courses.

## Résultats

### Moins de 26 ans

#### Hommes
| Épreuve           | Or                                                              | Argent                                                                       | Bronze                                                                    |
| ----------------- | --------------------------------------------------------------- | ---------------------------------------------------------------------------- | ------------------------------------------------------------------------- |
| 10 km sprint      | Aleksey Volkov                                                  | Artem Pryma                                                                  | Sergey Klyachin                                                           |
| 12.5 km poursuite | Aleksey Volkov                                                  | Serhiy Semenov                                                               | Daniel Böhm                                                               |
| 20 km individuel  | Daniel Böhm                                                     | Artem Pryma                                                                  | Erik Lesser                                                               |
| Relais            | Allemagne Daniel Böhm Matthias Bischl Johannes Kühn Erik Lesser | Norvège Jan Olav Gjermundshaug Martin Eng Dag Erik Kokkin Henrik L'Abée-Lund | Russie Nikolay Yakoshov Sergey Klyachin Oleksander Zhyrnyi Aleksey Volkov |

#### Femmes
| Épreuve          | Or                                                                   | Argent                                                                               | Bronze                                                                      |
| ---------------- | -------------------------------------------------------------------- | ------------------------------------------------------------------------------------ | --------------------------------------------------------------------------- |
| 7.5 km Sprint    | Olena Pidhrushna                                                     | Valj Semerenko                                                                       | Weronika Nowakowska-Ziemniak                                                |
| 10 km Poursuite  | Olena Pidhrushna                                                     | Valj Semerenko                                                                       | Anastasia Zagoruiko                                                         |
| 15 km individuel | Anastasia Zagoruiko                                                  | Carolin Hennecke                                                                     | Juliane Döll                                                                |
| Relais           | Ukraine Juliya Dzhyma Valj Semerenko Vita Semerenko Olena Pidhrushna | Russie Anastasia Zagoruiko Aleksandra Alikina Evgenia Seledtsova Ekaterina Shumilova | Allemagne Maren Hammerschmidt Nadine Horchler Carolin Hennecke Juliane Döll |

### Juniors

#### Hommes
| Épreuve           | Or                         | Argent                     | Bronze                     |
| ----------------- | -------------------------- | -------------------------- | -------------------------- |
| 10 km sprint      | Vetle Sjåstad Christiansen | Aleksandr Loguinov         | Maxim Tsvetkov             |
| 12.5 km poursuite | Aleksandr Loguinov         | Vetle Sjåstad Christiansen | Johannes Thingnes Bø       |
| 20 km individuel  | Aleksandr Loguinov         | Johannes Thingnes Bø       | Vetle Sjåstad Christiansen |

#### Femmes
| Épreuve          | Or                   | Argent          | Bronze         |
| ---------------- | -------------------- | --------------- | -------------- |
| 7.5 km sprint    | Niya Dimitrova       | Iryna Varvynets | Elisa Gasparin |
| 10 km poursuite  | Iryna Varvynets      | Elisa Gasparin  | Niya Dimitrova |
| 15 km individuel | Marion Rønning Huber | Olga Galich     | Nicole Gontier |

#### Mixte
| Épreuve | Or                                                                                           | Argent                                                              | Bronze                                                                        |
| ------- | -------------------------------------------------------------------------------------------- | ------------------------------------------------------------------- | ----------------------------------------------------------------------------- |
| Relais  | Norvège Thekla Brun-Lie Marion Rønning Huber Johannes Thingnes Bø Vetle Sjåstad Christiansen | Russie Olga Galich Elena Badanina Maxim Tsvetkov Aleksandr Loguinov | Ukraine Anastasiya Merkushyna Iryna Varvynets Ivan Moravskyy Oleksandr Dakhno |